# Jáhly

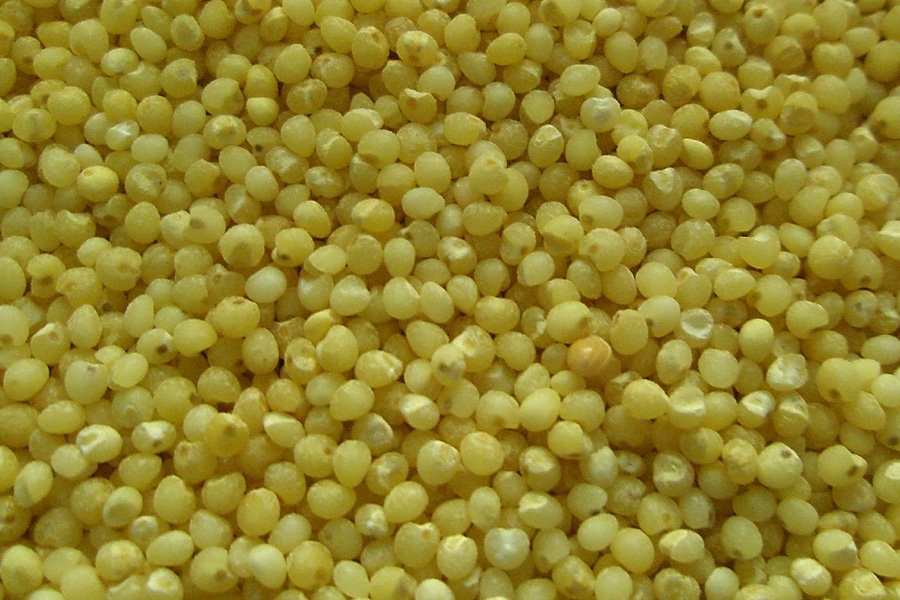
Jáhly – loupané proso (makro)

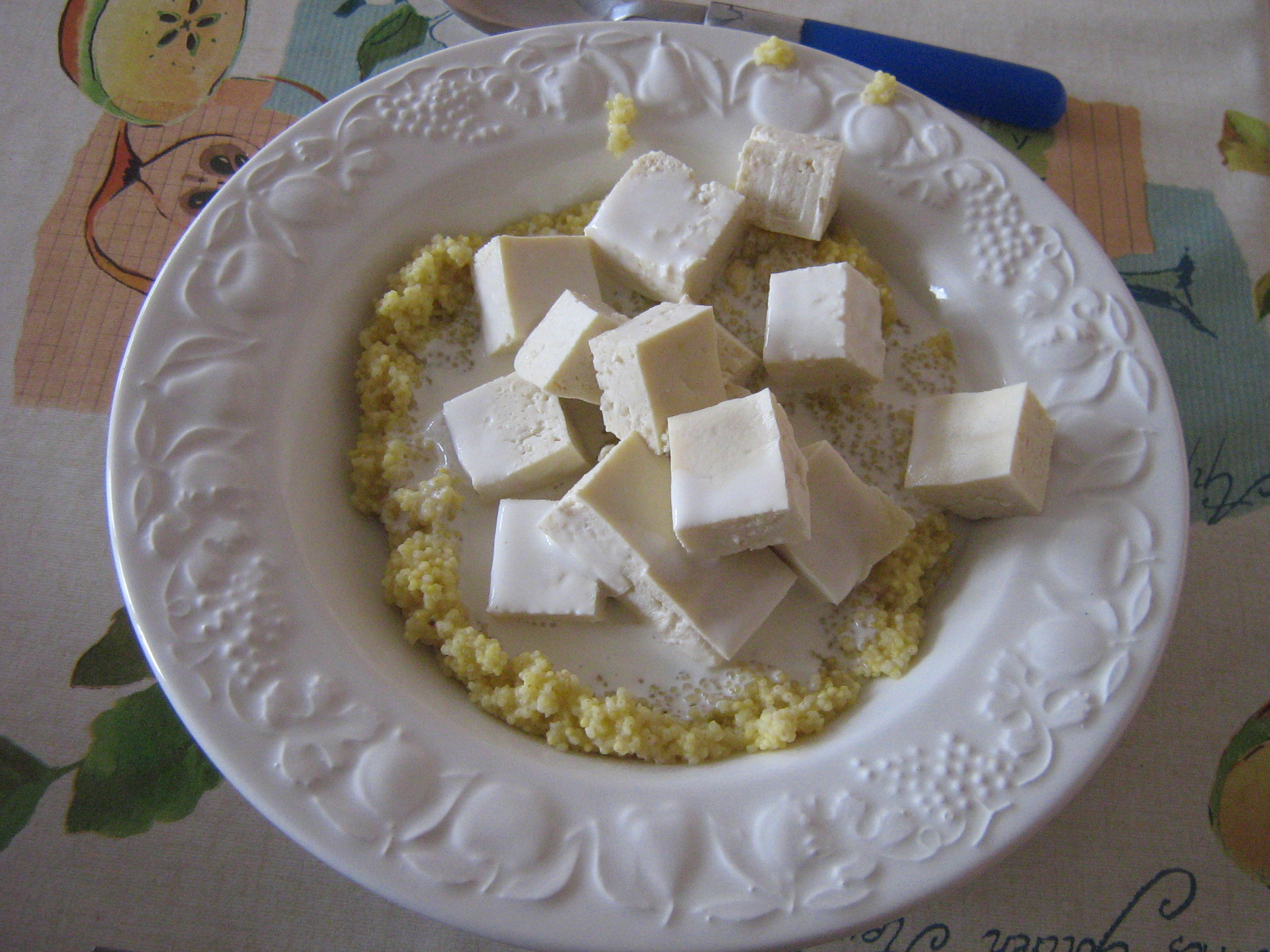
Jáhelná kaše s tofu a sojovou smetanou

Jáhly jsou bezlepková potravinářská surovina, která je vyráběna loupáním prosa. Vznikají tak žluté kuličky o průměru asi jeden milimetr. Používají se vařené v řadě tradičních českých pokrmů – např. k přípravě jáhelníku (na sladko i na slano), jahelné kaše a jahelných škubánků. Mají vysokou výživovou hodnotu – obsahují minerální látky (draslík, hořčík, fosfor, měď, železo, zinek), vlákninu a vitamíny skupiny B. Proso je náročné na pěstování (musí se často plít), proto byly jáhly ve středověku drahé a vařily se jako sváteční jídlo a později je začala v kuchyních českých zemí nahrazovat rýže.
Po přebrání a před vlastní úpravou je vhodné jáhly propláchnout a několikrát spařit horkou vodou, aby se zbavily nahořklé a natrpklé chuti.  Vařené či dušené jáhly se používají jako příloha obdobně jako rýže. Právě rýží byly tradiční jáhly vytlačeny (od novověku, především v Evropě kromě východní) – např. místo jahelníku nastoupil rýžový nákyp (resp. na slano rizoto).
Slovo jáhla je praslovanské, nejasného původu. Přídavné jméno se užívá jáhlový i jahelný. 
V řadě slovanských jazyků se pro jáhly používá výraz pšeno (slovensky, rusky), ale např. polsky to jsou jagły. Většina jazyků specifický výraz pro jáhly nemá a používá slova pro proso popřípadě upřesňující sousloví, která znamenají loupané proso, prosná semena apod.